# Касас, Рамон
Рамо́н Ка́сас-и-Карбо́ (кат.  Ramon Casas i Carbó, 4 января 1866, Барселона – 29 февраля 1932, там же) – испанский (каталонский) живописец и график, мастер портрета и карикатуры, лидер национального модернизма.

## Биография
Сын эмигранта, сколотившего себе состояние в Матансасе на Кубе. Мать - из обеспеченной буржуазной семьи. В 11 лет бросил школу и начал брать частные уроки живописи. В 1881 опубликовал свой первый рисунок в модернистском журнале Avenç, одним из основателей которого стал. В том же году приехал в Париж, поступил в частную академию Каролюса-Дюрана. В 1883 в первый раз выставил свою работу в Париже. В дальнейшем ежегодно бывал в Париже, остальную часть года живя в Барселоне, а также в Мадриде и Гранаде. Всегда много путешествовал. Фанатик велосипеда. Подружился с Сантьяго Рузиньолем, Сулоагой, Эженом Каррьером. Перенес туберкулёз (1886). Вместе с Рузиньолем работал над книгой По Каталонии (1889, тексты Рузиньоля, рисунки Касаса).
В 1890-е годы – период наивысшего расцвета его творчества – большие выставки Касаса прошли в Мадриде, Берлине, его работы были показаны на Всемирной выставке в Чикаго (1893). Со времени основания (1897) — регулярный посетитель кафе «Четыре кота». В 1900 две работы Касаса (в том числе – портрет Эрика Сати) экспонируются на Всемирной выставке в Париже. Его картина Подлая гаррота получает премию в Мюнхене (1901). Работы художника выставляются в различных городах Европы, в Буэнос-Айресе. В 1903 Касас становится постоянным членом парижского Салона на Марсовом поле, что даёт ему право на ежегодную выставку во французской столице. В 1906 его моделью впервые стала Жулия Перайре-и-Рикарте, которую он впоследствии не раз писал и на которой в 1922 женился (она была моложе художника более чем на 20 лет).
С 1907 много времени проводит в заброшенном бенедиктинском аббатстве Сант-Бенет, выкупленном и восстановленном его матерью, с 1912, после смерти матери, становится владельцем монастыря. В 1908 путешествует по Кубе и США, он вообще постоянно и много ездит по миру. Даже во время мировой войны его выставки проходят в Вене, Будапеште, Мюнхене, Париже, Мадриде и др.
Умер от туберкулёза. Похоронен на Монжуикском кладбище в Барселоне.